# Национальный музей Боснии и Герцеговины
Национальный музей Боснии и Герцеговины (босн. Zemaljski muzej Bosne i Hercegovine) расположен в центре Сараева, столицы Боснии и Герцеговины.
Он был основан в 1888 году, а идея его создания появилась около 1850 года. В 1913 году чешским архитектором Карелом Паржиком было построено нынешнее здание музея. Он спроектировал структуру из четырёх симметричных павильонов с фасадом в духе итальянского Ренессанса. В четырёх павильонах расположились отделы археологии, этнографии, естествознания и библиотека.
Из-за сильных повреждений во время Боснийской войны, музей был закрыт на несколько лет, а затем вновь открыт.
Музей является культурным и научным учреждением, охватывающих широкий спектр областей, в том числе археологию, искусствоведение, этнологию, географию, историю и естествознание. В музее хранится Сараевская Агада, иллюминированная рукопись и старейший документ евреев-сефардов, изданный в Барселоне около 1350 года и содержащий традиционную еврейскую Агаду.
Музей имеет библиотеку, в которой содержатся около 162 000 книг.
4 октября 2012 года музей был закрыт из-за проблем с финансированием. В сентябре 2015 года был вновь открыт.

## История

### Создание музея

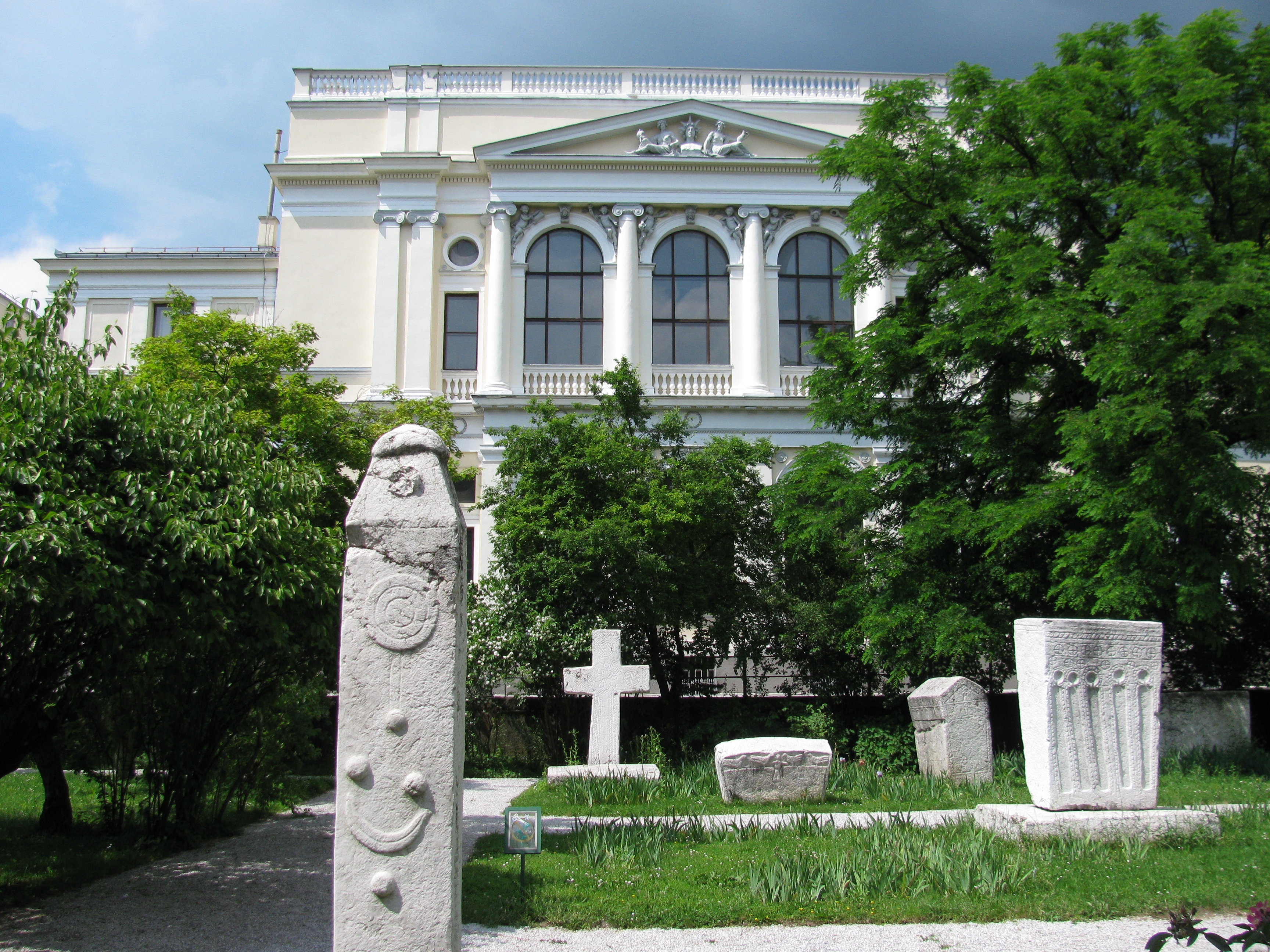
Стечки у Национального музея Боснии и Герцеговины.

Музей является культурным и научным учреждением в Боснии и Герцеговине. Хотя он был задуман ещё в 1850 году османами, которые были правителями Сараева в то время, до реализации проекта дело дошло только при Австро-Венгерской империи, которая захватила современную Боснию и Герцеговину у турок в 1878 году.

### 1888—1913
Одной из целей Австро-Венгерской политики было повышение уровня грамотности и поддержка европейского стандарта образования. Под их управлением 1 февраля 1888 года было сформировано Музейное общество, которое в дальнейшем стало музеем. Первым директором музея был Коста Хёрманн, советник Австро-Венгерского правительства. Под его руководством музейная коллекция быстро росла, особенно отделы естествознания и археологии. К началу 20-го века музею стало тесно в его первоначальном помещении, и в 1908 году началось строительство нового здания для размещения коллекции. Строительство нового здания было завершено в 1913 году, и музей был официально открыт 4 октября того же года. На протяжении этого периода музей финансировался австро-венгерскими отделами образования и культуры, а также за счёт частных пожертвований и благотворительных мероприятий, проводимых музейным обществом.

### 1913—1991

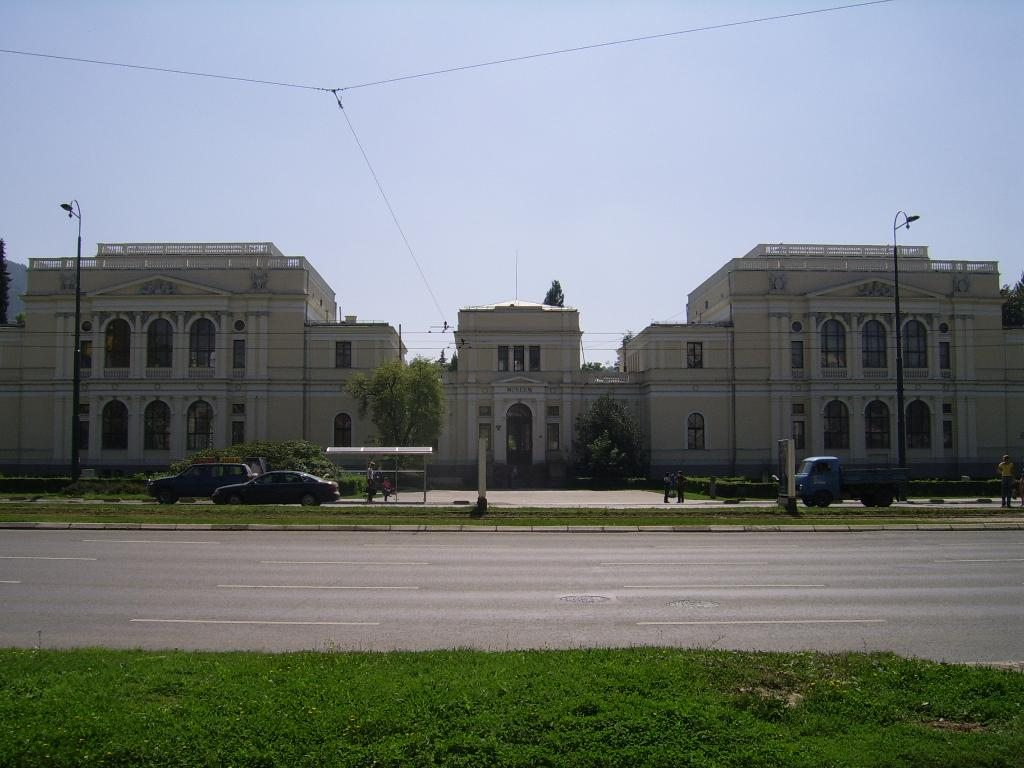
Национальный музей Боснии и Герцеговины

С момента открытия музея в его новом здании в 1913 году (где он размещается по сей день), его коллекции, посвящённые истории, географии, археологии (доисторической, античной и средневековой), этнологии, истории искусств и естествознанию (биологии, геологии и минералогии), и в какой-то степени языку, литературе, статистике и библиографии, были распределены по четырём зданиям (отделам): археология, этнография, естествознание и библиотека.
В 1914 году началась Первая мировая война и музей приостановил свою деятельность. После окончания войны в 1918 году, за которым последовал первый союз южных славян, музей возобновил свою деятельность при администрации Королевства сербов, хорватов и словенцев, которое позже стало известно как Югославия. В межвоенный период культуре Боснии и Герцеговины уделялось мало внимания, и Национальный музей получал мало финансирования.
После Второй мировой войны в Социалистической Югославии Национальный музей медленно развивался до начала 1960-х годов. Затем социалистическое правительство объявило, что культура имеет особое значение для общества, и этот период стал одним из самых благоприятных для Национального музея. Организовывалось множество выставок и велась издательская деятельность.
В этот период естественнонаучный отдел музея внёс существенный вклад в формирование движения «Наука для молодёжи» — союза молодых исследователей из Боснии и Герцеговины.

### 1992—1995

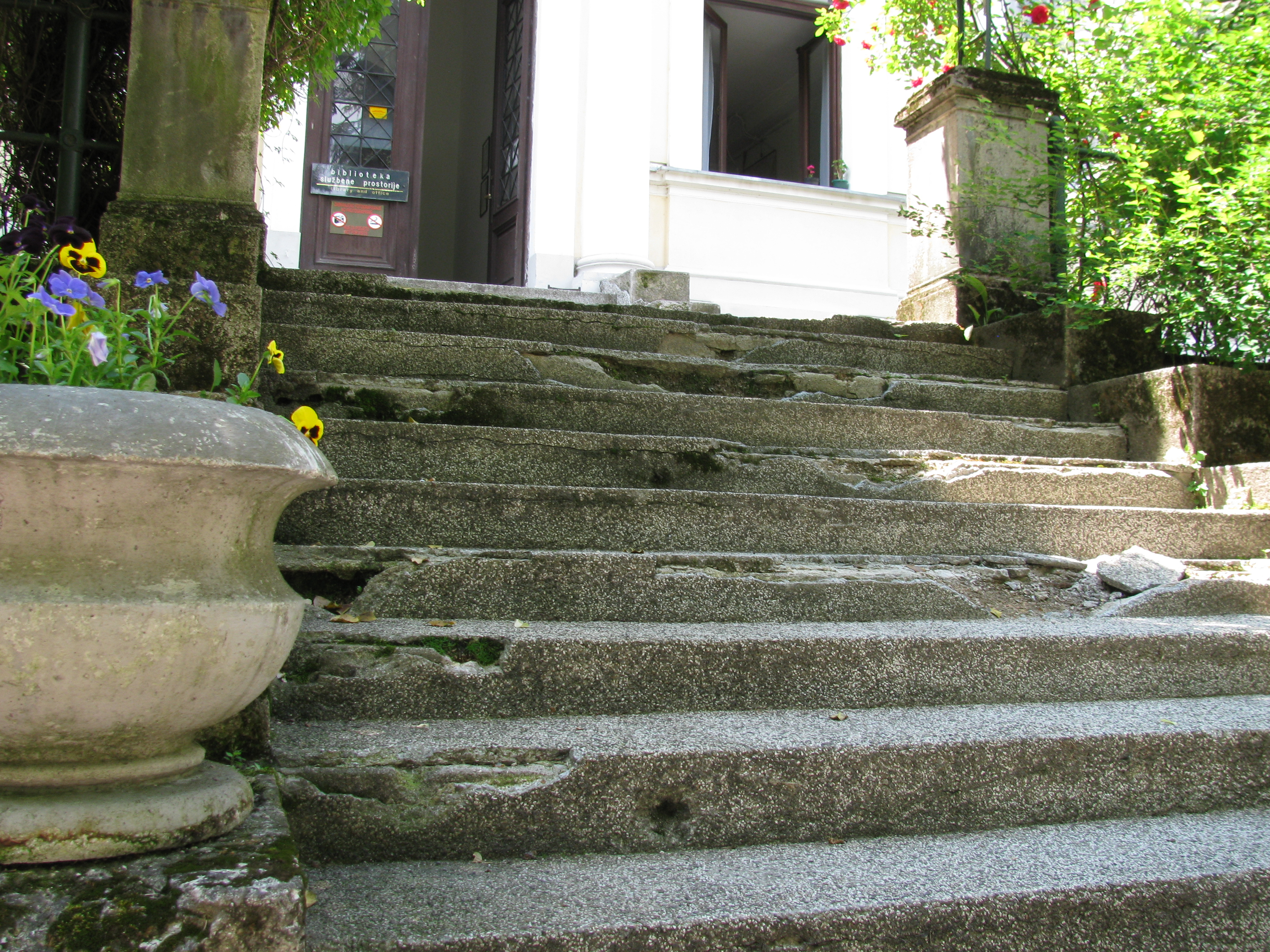
Структурные повреждения на территории музея, полученные в 1992—1995 годах.

С началом Боснийской войны 1992—1995 годов период плодотворной деятельности Национального музея был завершён, его здание получило структурные повреждения. Во время войны артиллерийские снаряды пробивали крышу, около 300 окон были разбиты, и многие из стен галерей были разрушены. Музейные артефакты и архивы, которые невозможно было спрятать, подверглись воздействию поражающих элементов. Тогдашний директор музея Ризо Сияри погиб от взрыва гранаты 10 декабря 1993 года когда пытался закрыть пластиковой плёнкой дыры в стенах музея.

### с 1995 года

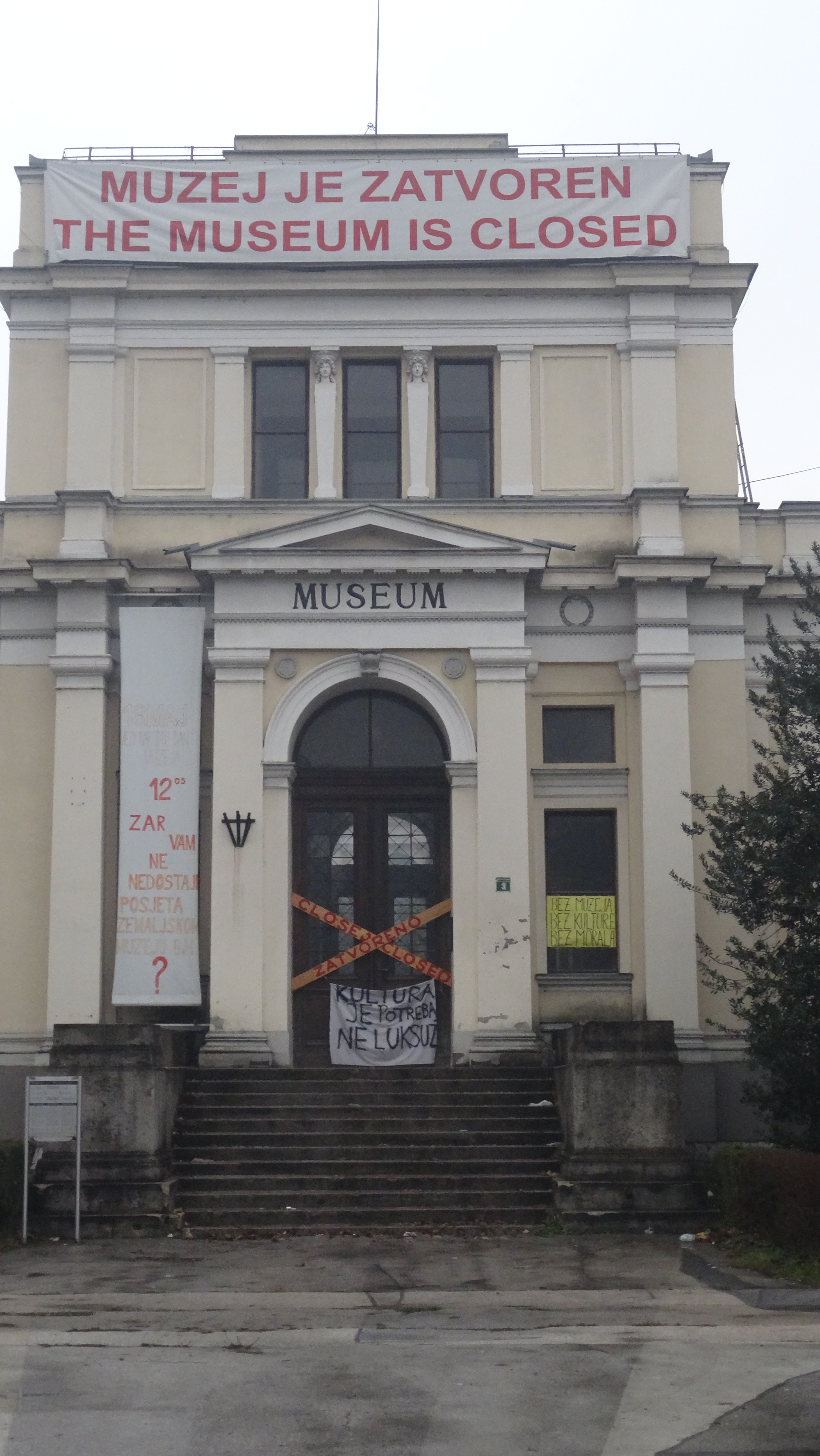
Национальный музей Боснии и Герцеговины — плакаты на входе

После окончания войны музей возобновил свою деятельность благодаря многочисленным пожертвованиям и взносам. Средства предоставили: Институт охраны памятников культуры и Национального музея, Историческое и природное наследие Боснии и Герцеговины, ЮНЕСКО, Федеральное министерство образования, науки, культуры и спорта, Институт планирования и строительства города Сараево, Международный центр мира в Сараево, швейцарские музеи, швейцарский ICOM и Швейцарский национальный музей в Цюрихе, BHHR, музей Norks Folkesmuseum города Осло, фонд Шведское культурное наследие без границ, Музей естественной истории, Музей этнографии, Музей исламского искусства и другие шведские музеи, а также многие другие.
4 октября 2012 года Национальный музей Боснии и Герцеговины был закрыт. Основной причиной были названы бюджетные, хотя этому также способствовали политические и культурные проблемы. В связи с закрытием музея было проведено несколько демонстраций и акций протеста. Активисты требовали возобновить работу музея.
Музей вновь открыл свои двери для посетителей в сентябре 2015 года во многом благодаря пожертвованиям от посольства США из Фонда посла Боснии и Герцеговины.

## Отделы

### Отдел археологии
Отдел археологии включает секции первобытного общества, древней истории, средневековой истории, документации и лабораторию консервации. Археологические коллекции документируют все аспекты жизни человека на территории Боснии и Герцеговины от раннего каменного века до позднего средневековья. Экспонаты коллекции были собраны во время полевых исследований, хотя некоторые были приобретены путем обмена, дарения или покупки.

### Отдел естествознания

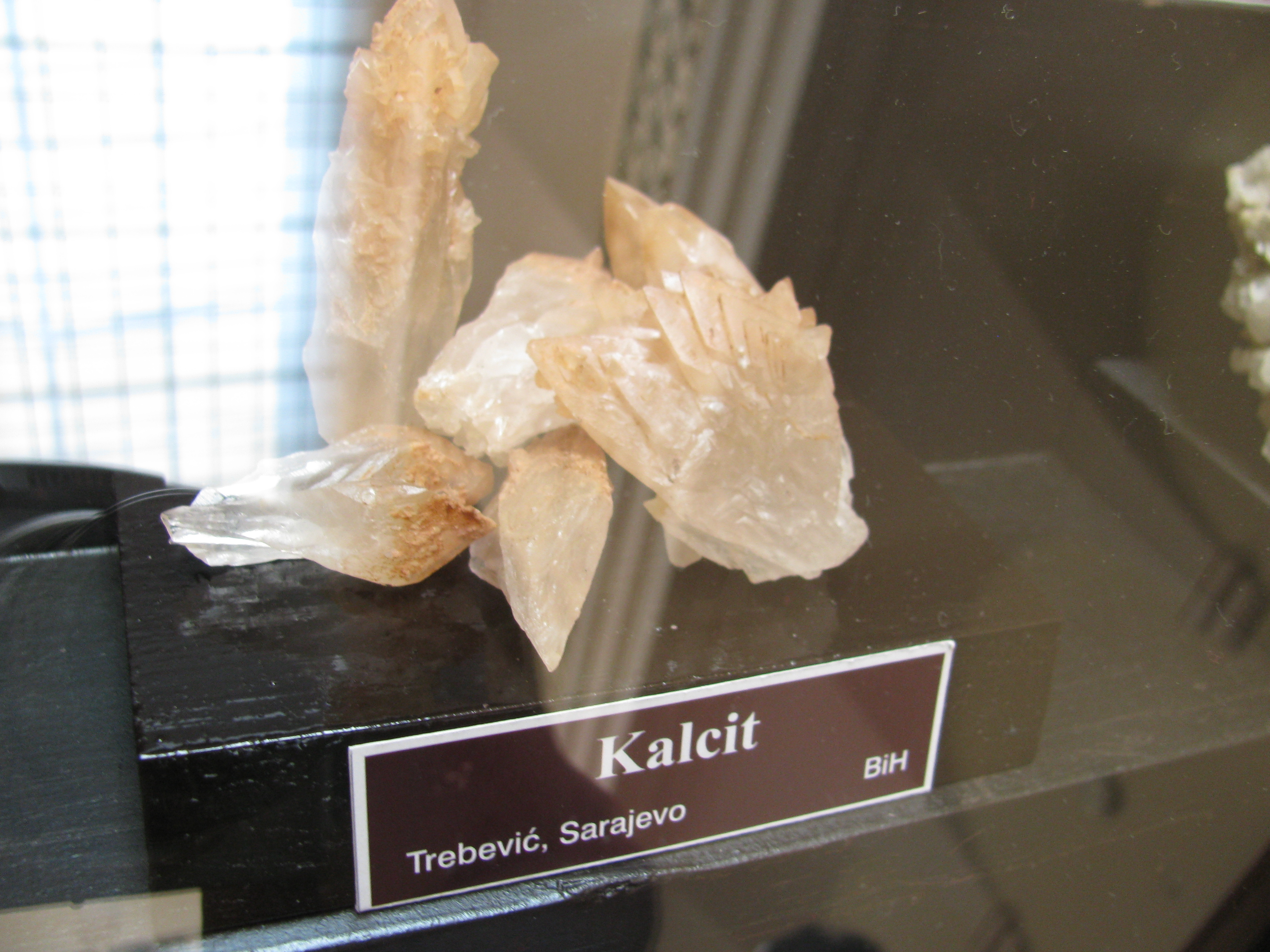
Кристалл кальцита, найденный в горах Требевич около Сараева, на выставке в Национальном музее Боснии и Герцеговины.

Отдел естествознания охватывает флору, фауну и геологию Боснии и Герцеговины и других стран. Он включает примерно 2 000 000 различных экземпляров, собранных в ходе полевых исследований, а также путём обмена, дарения или покупки. Отдел состоит из секций геологии, зоологии и ботаники, включая ботанический сад.

### Отдел этнологии
Отдел этнологии отвечает за сбор, хранение, экспонирование и изучение всех аспектов материальной, духовной и социальной культуры народов Боснии и Герцеговины. Коллекция этнологического материала началась с момента основания музея в 1888 году с покупки некоторых очень ценных этнографических артефактов, таких как комплекты традиционного костюма. Отдел занимается музееведческими работами, научно-исследовательской и воспитательной деятельностью.

### Библиотека Национального музея
Библиотека Национального музея Боснии и Герцеговины, была открыта в 1888 году в качестве первой научной библиотеки в Боснии и Герцеговины. Она содержит около 250 000 изданий (журналов, периодических изданий, книг, газет) в области археологии, истории, этнологии, фольклора, минералогии, геологии, ботаники, зоологии и музееведения. Она производит обмен публикаций с 341 учреждением.

### Вестник музея
Вестник Национального музея Боснии и Герцеговины босн. Glasnik Zemaljskog Muzeja Bosne i Hercegovine — старейший научно-методический журнал в стране. Первый его номер вышел 1 января 1889 года. Вестник выходит поквартально. Его первым редактором был Коста Хёрманн.

## Особые экспонаты
Сараевская Агада, 600-летняя еврейская рукопись и одна из ценнейших реликвий Боснии, хранится за хорошо защищённой стеклянной витриной музея. Рукописный манускрипт на белёной телячьей коже происходит из некогда процветающей еврейской общины в Испании. Он описывает события от сотворения мира до исхода евреев из древнего Египта смерти Моисея. Он оценивается в сумму более 700 миллионов долларов.

## Публикации
- «Zbornik srednjovjekovnih natpisa Bosne i Hercegovine» I (1962), II (1964), III (1964), IV (1970)
- Sergejevski, D.: «Bazilika u Dabravini» (1956)
- Benac, A. & Čović, B.: «Glasinac» I (1956), II (1957)
- Pašalić, E.: «Antička naselja i komunikacije u BiH» (1960)
- Čulić, Z. : «Narodne nošnje u BiH» (1963)
- Buturović, Đ.: «Narodne pjesme Muslimana u BiH» (1966)
- Vuković, T. & Ivanović, B.: «Slatkovodne ribe Jugoslavije» (1971)
- Đurović, E, Vuković, T. & Pocrnjić, Z. : «Vodozemci BiH» (1979)
- Šilić, Č.: «Monografija rodova Satureja L, Calamintha Miller, Micromeria Bentham, Acinos Miller i Clinopodium L. u flori Jugoslavije» (1979)
- Trubelja, F. & Barić, LJ. : «Minerali BiH» Vol. I, Silikati (1979)
- Čović, B.: «Pod kod BugojnA. Naselje bronzanog i željeznog doba u centralnoj Bosni» I: Rano bronzano dobA. (1991)
- Mediaeval tombstones of Bosnia and Herzegovina,
- «Radimlja», (1950) Benac, A.
- «Široki Brijeg», (1952) Benac A.
- Sergejevski, D. «Ludmer», (1952)
- Vego, M. «Ljubuški», (1954)
- «Anali Zemaljskog Muzeja Bosne i Hercegovine u Sarajevu» (1961, 1938—1962, 1963, 1964, 1966)
- «Spomenica stogodišnjice rada Zemaljskog muzeja BiH 1888—1988» (1988)
- Proceedings of the Scientific Conference «Minerali, stijene, izumrli i živi svijet BiH» (1988)
- International Symposium «Bosna i Hercegovina u tokovima istorijskih i kulturnih kretanja u jugoistočnoj Evropi» (1988).

## Галерея

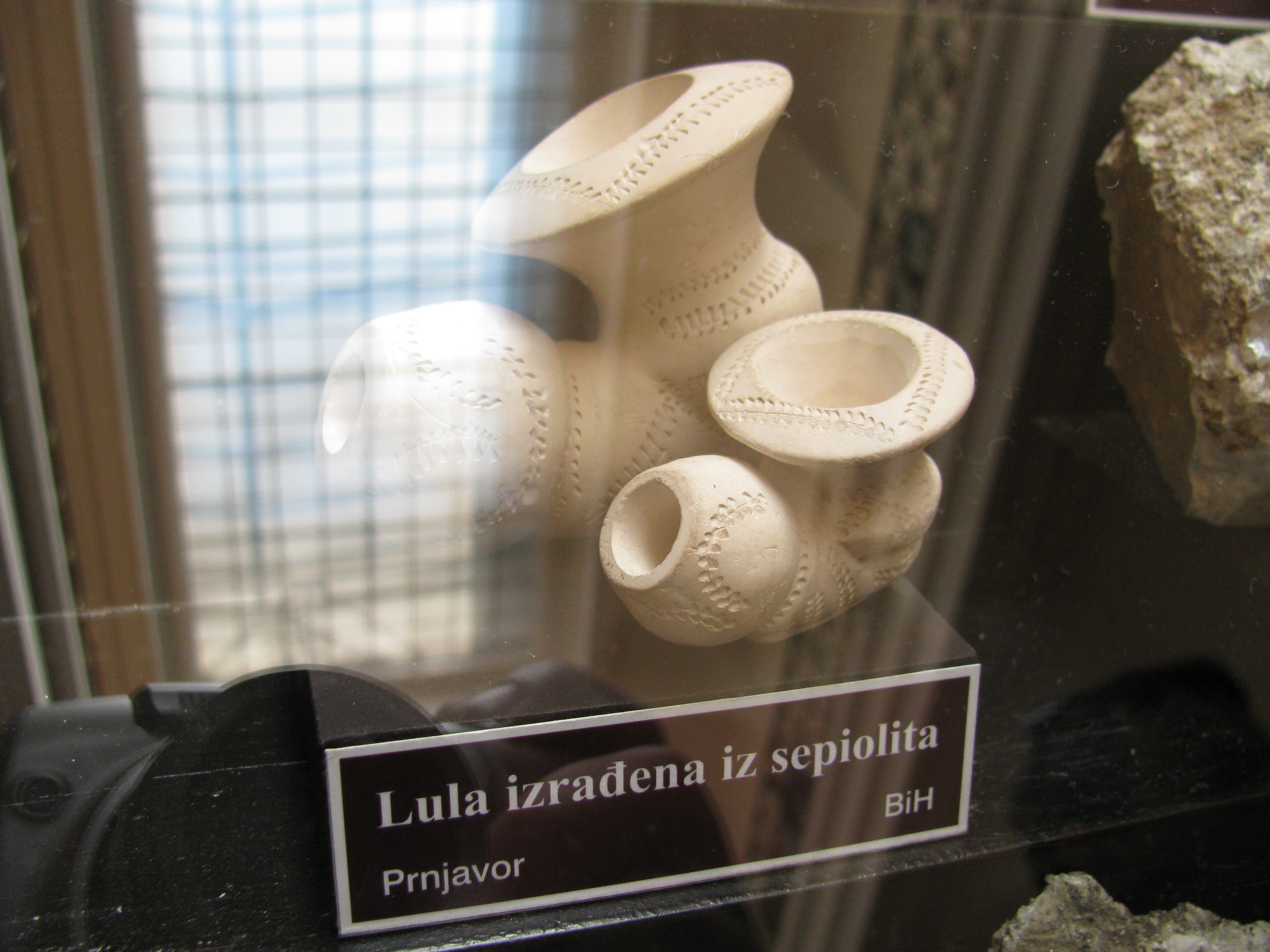
Курительная трубка, изготовленная из сепиолита из Прнявора
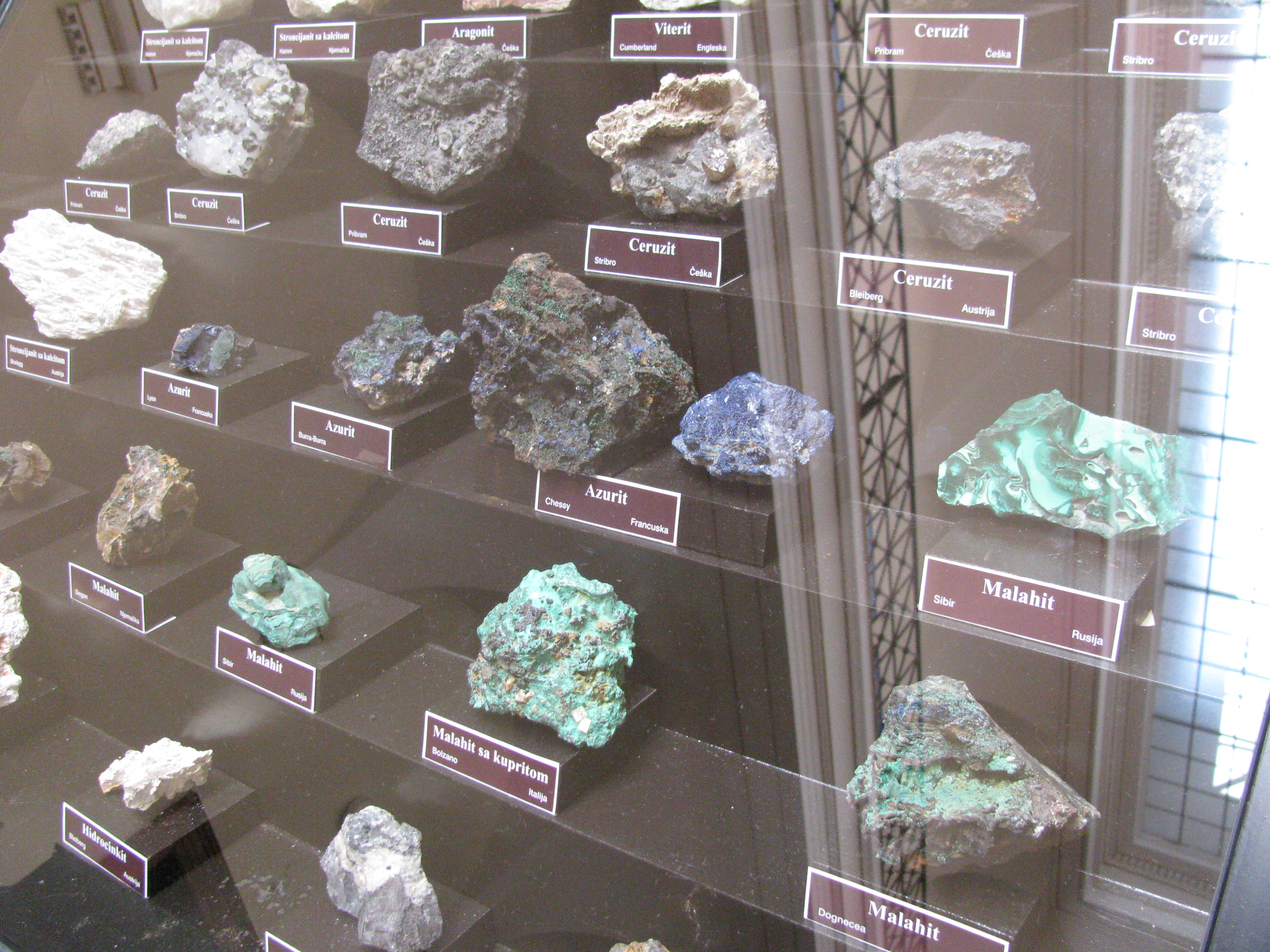
Минералы
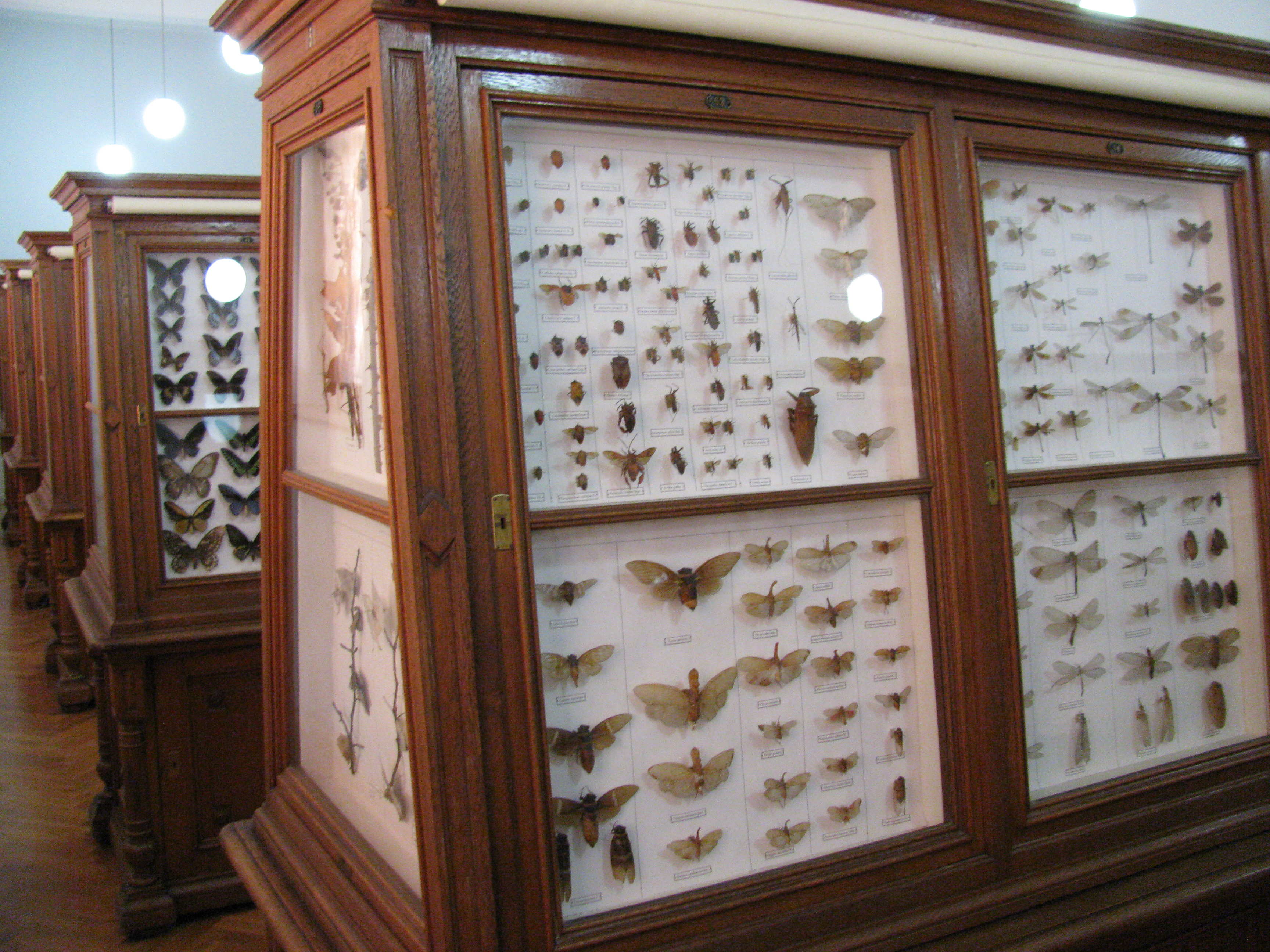
Коллекция бабочек
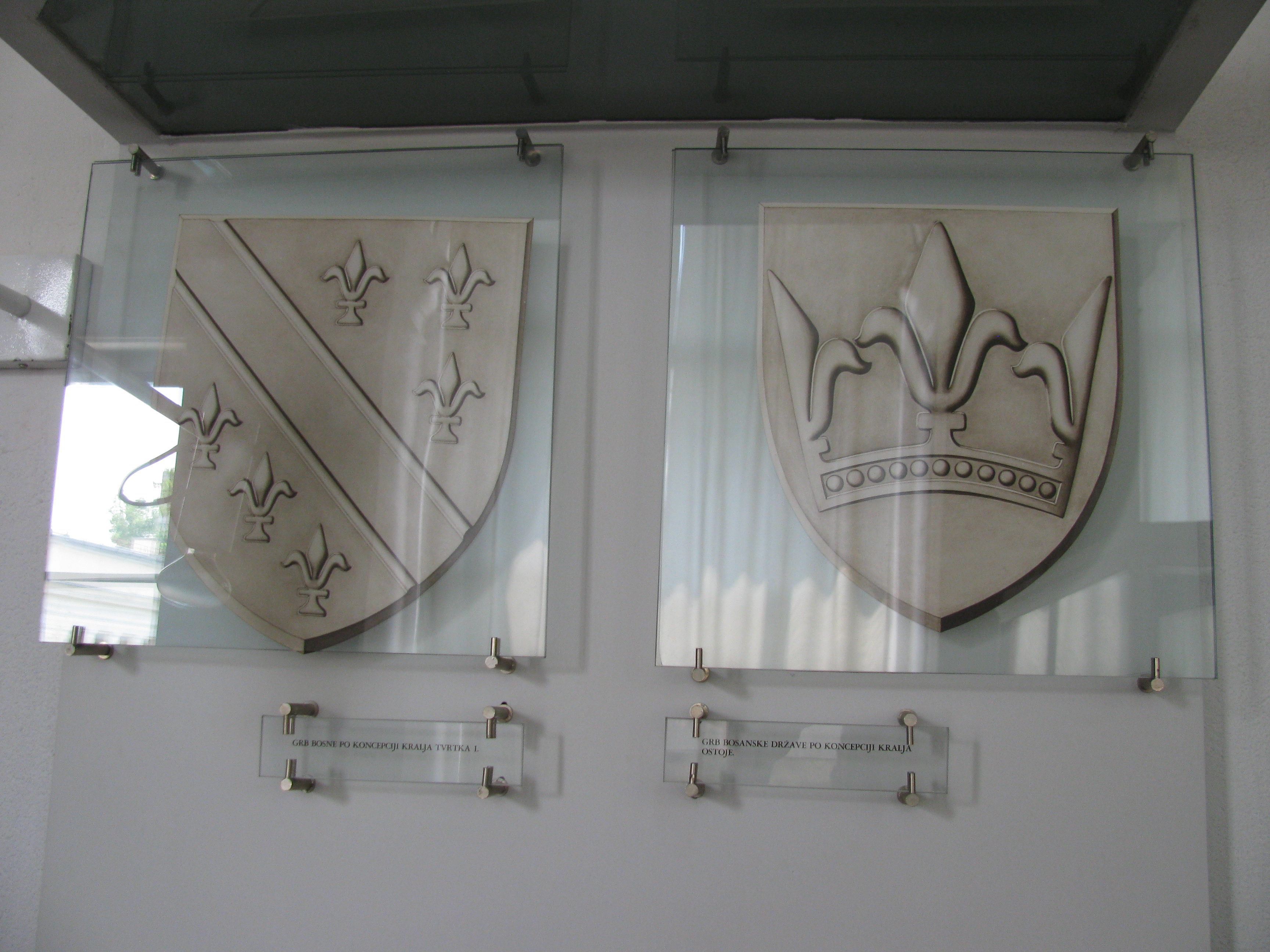
Герб королей Боснии
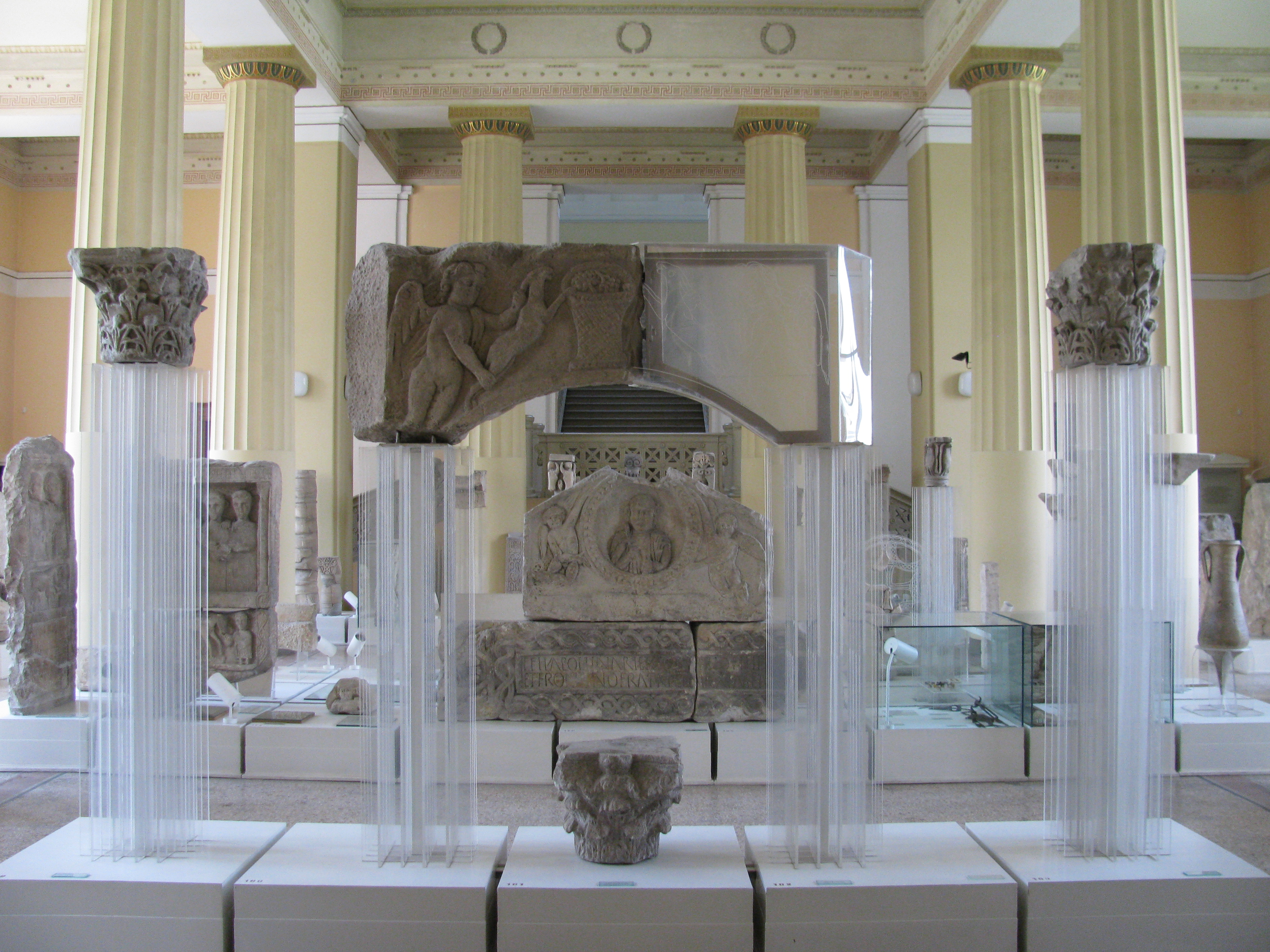
Интерьер музея
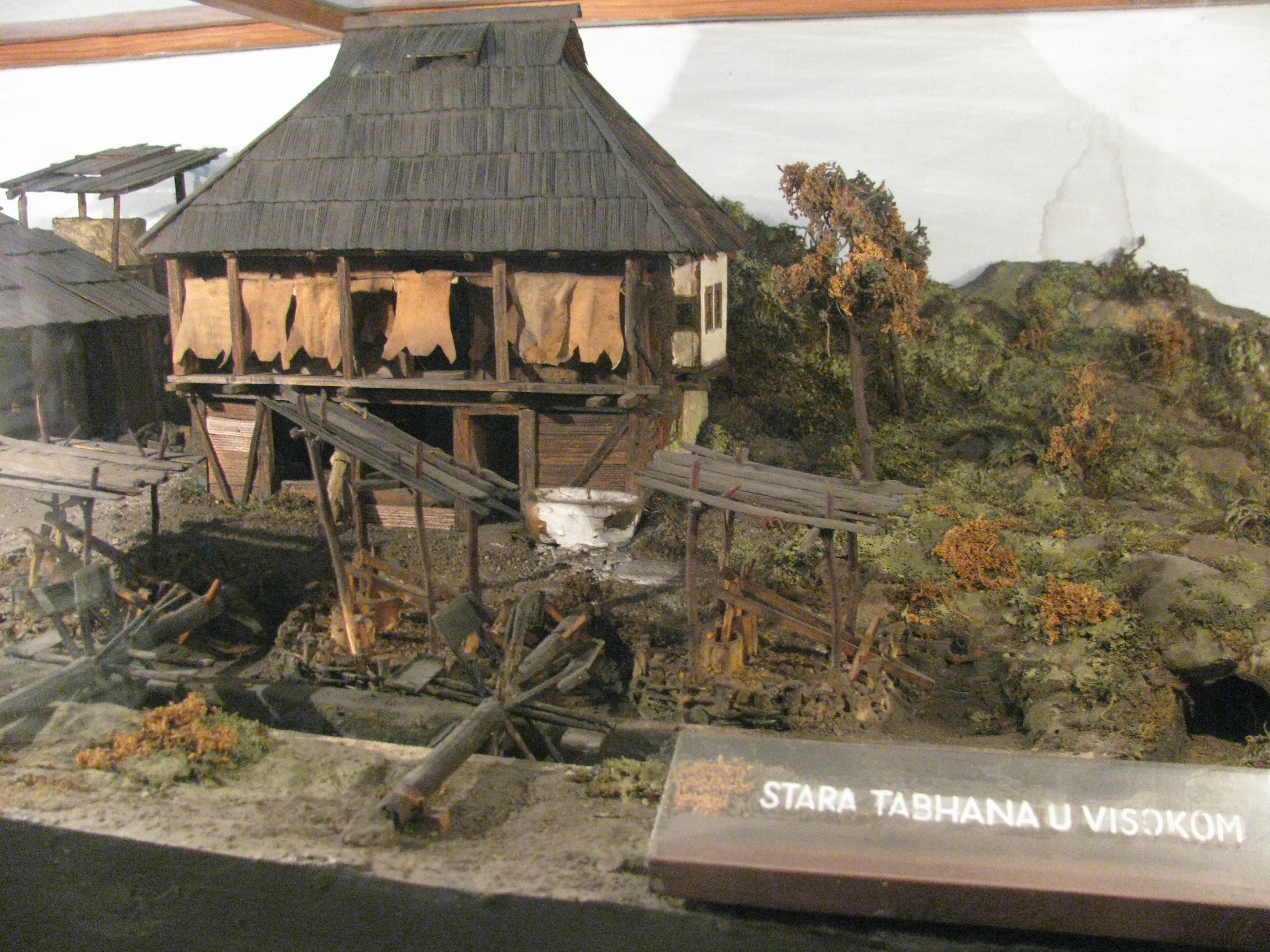
Традиционное здание для обработки кожи из Високо
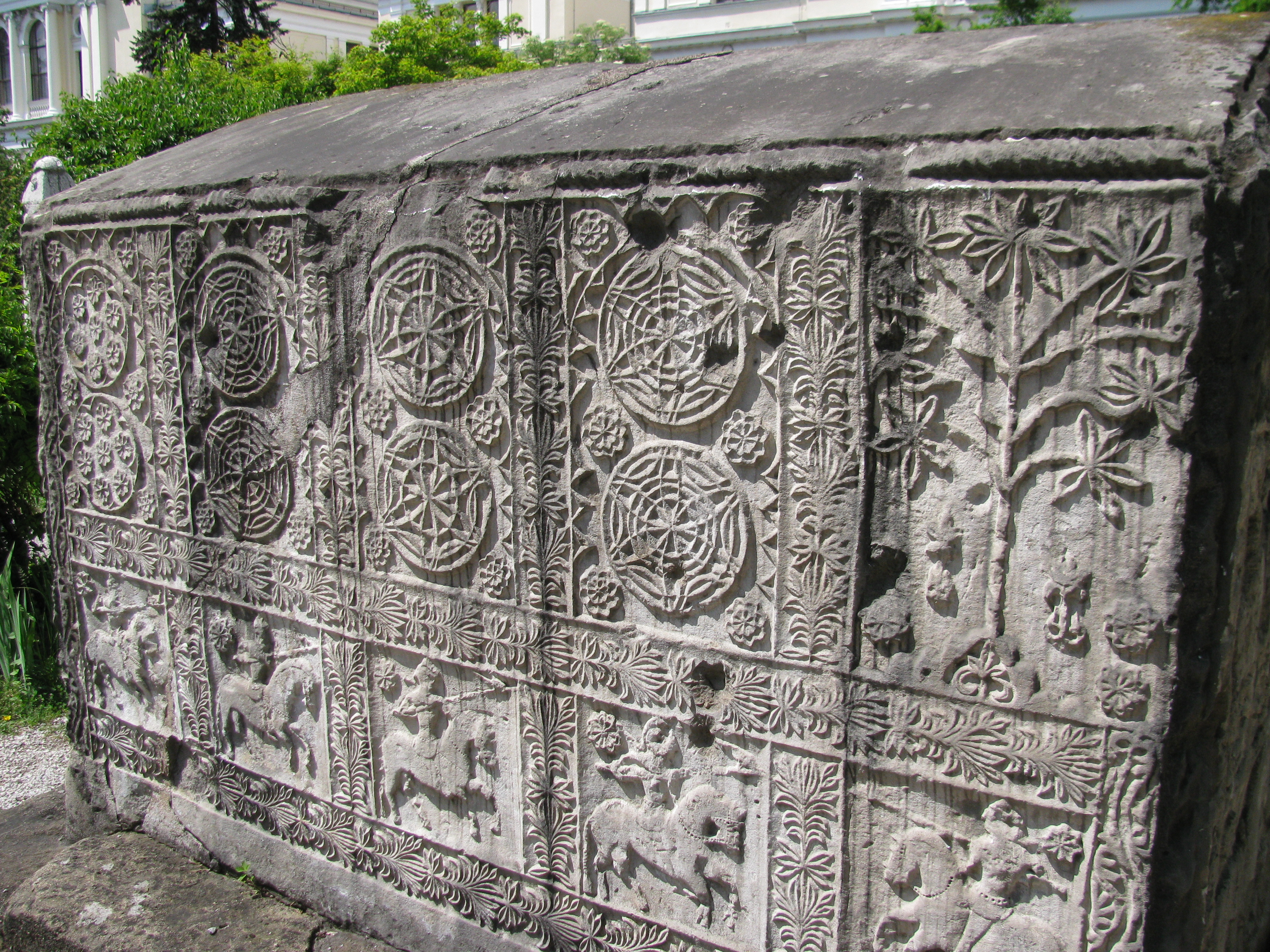
Стечки